# Éditions Jobert
Les Éditions Jobert sont une maison française d'édition musicale fondée à Paris en 1921.

## Historique
La maison d'édition est fondée à Paris en avril 1921 par Jean Jobert,.
En 1922, il rachète le fonds de l'éditeur Fromont, pour lequel il avait travaillé. Jobert récupère ainsi des œuvres importantes de Debussy, dont les Nocturnes, la Suite bergamasque, Le Roi Lear, le Prélude à l'après-midi d'un faune et plusieurs recueils de mélodies.
À la mort de Jean Jobert, en 1957, sa fille Denise Jobert-Georges prend la tête de l'entreprise. Les éditions Jobert rachètent en 1995 les éditions Costallat (repreneur des éditions Richault) et les Éditions musicales du Marais.
Le catalogue comprend de la musique française du XIXe siècle et du début du XXe siècle, ainsi que des partitions contemporaines, de Maurice Ohana, Emmanuel Nunes, Hugues Dufourt et Marc-André Dalbavie, notamment.
Entre 1998 à 2007, l'entreprise est dirigée par Tristan de Celeyran. L'éditeur continue de développer son catalogue de compositeurs et crée un département interactif, Cig'art production. Depuis 2007, les éditions Jobert sont une filiale des Éditions Henry Lemoine. Pierre Lemoine est à la tête de l'entreprise,.

## Catalogue
Parmi les compositeurs édités par Jobert, figurent : Claude Debussy, Maurice Delage, Manuel Rosenthal, Paul Paray, Maurice Ohana, Alain Bancquart, Hugues Dufourt, Emmanuel Nunes, Philippe Boesmans, Tôn-Thât Tiêt, Félix Ibarrondo, Édith Canat de Chizy, Thierry Blondeau, Dominique Lemaître, Pascale Criton, Florence Baschet, Jean-Louis Agobet, Nguyen Thien Dao, Lucien Guérinel, Jean-Christophe Marti et Frédéric Durieux.